# Bombardeo del Aeródromo de Vilajuïga
El Bombardeo del Aeródromo de Vilajuiga fue un ataque aéreo llevado a cabo por las Fuerzas sublevadas y que tuvo lugar el 5 de febrero de 1939 sobre el aeródromo republicano de Vilajuiga (Gerona), en el contexto de la guerra civil española. Este ataque se produjo en los momentos finales de la Ofensiva de Cataluña, cuando los republicanos se encontraban en retirada hacia la Frontera Francesa.

## El ataque
A comienzos de febrero de 1939, en el contexto de la Ofensiva franquista sobre Cataluña, los Ejércitos republicanos se hallaban en franca retirada hacia la Frontera francesa. La Aviación republicana era incapaz de ofrecer cualquier resistencia seria en el espacio aéreo y se hallaban más preocupada en concentrar el material aéreo superviviente para retirarse a Francia o volver a la Zona centro republicana que aún resistía. Así pues, los republicanos concentraban sus efectivos militares en la zona norte de Cataluña (el Ampurdán) a la espera de cruzar la frontera o crear una última línea de resistencia.
El caos entre los militares y dirigentes republicanos era total y los principales mandos de la Aviación apenas si estaban en constante comunicación entre sí. La Aviación franquista y la Legión Cóndor, que venían acosando la retirada republicana desde comienzos de año, se concentraron ahora en la destrucción de las infraestructuras, líneas de comunicación y aeródromos de la retaguardia republicana. El 5 de febrero fueron atacados varios aeródromos republicanos, entre otros los de Figueras y Vilajuiga; En este último fueron destruidos y gravemente dañados buena parte de los efectivos que en él se hallaban. Según algunos historiadores, fueron destruidos 35 cazas ("Chatos" y "Moscas") y algunos bombarderos "Katiuska". En el parte de guerra franquista de ese día se precisó la destrucción o incendio de dos bombarderos y de 24 cazas. Constituyó uno de los más importantes golpes a la Fuerza Aérea Republicana en toda la guerra, dado la cantidad de aparatos que resultaron destruidos o gravemente dañados.
El aeródromo de Vilajuiga fue uno de los objetivos más atacados por la aviación franquista ya que en los momentos finales de la campaña de Cataluña era el más importante y prácticamente el único que quedaba en manos de la aviación republicana.